# Lamyropsis cynaroides
Lamyropsis cynaroides là một loài thực vật có hoa trong họ Cúc. Loài này được (Lam.) Dittrich mô tả khoa học đầu tiên năm 1971.